# Max Hirsch (Mediziner, 1877)
Max Hirsch (geboren am 3. Januar 1877 in Berlin; gestorben am 20. Mai 1948 in Birmingham) war ein deutscher Gynäkologe, der vor allem in Berlin tätig war.

## Leben
Max Hirsch wurde als Kind jüdischer Eltern geboren. Er ging in Berlin zur Schule und studierte Medizin.
Ab 1901 war Hirsch zuerst als praktischer Arzt tätig, um sich jedoch später auf Gynäkologie, Geburtshilfe und Chirurgie zu spezialisieren.
Von 1914 bis 1918 war Max Hirsch Ersten Weltkrieg Sanitätsoffizier und arbeitete als leitender Chirurg in Feldlazaretten an der Ostfront.
Nach dem Krieg wurde er 1919 Mitglied des Preußischen Landesgesundheitsrates, 1923 Vorsitzender der ärztlichen Gesellschaft für Sexualwissenschaft und Konstitutionsforschung und 1928 Mitglied im Reichsausschuss für Bevölkerungsfragen, wo er als Eugeniker wie Richard Goldschmidt auch mit Fragen der „Rassenhygiene“ befasst war. Er engagierte sich für Sozialhygiene und Arbeitsschutz der Frau, besonders der schwangeren und forderte 1931: „Als Forschungs- und Lehrstätten der sozialen Gynäkologie sind Sozialabteilungen an Universitätsfrauenkliniken und Hebammenlehranstalten einzurichten.“ 1929 hatte er auf dem Leipziger Gynäkologenkongress gefordert, die damals noch verbreiteten vaginal entbindenen geburtshilflichen Operationen weitgehend durch die abdominelle Schnittentbindung zu ersetzen.
Hirsch war Herausgeber des Archivs für Frauenkunde und Konstitutionsforschung (von Hirsch 1914 gegründet) und des Handbuchs der inneren Sekretion (1925–1932).
Im Zuge der Judenverfolgung wurde ihm die Approbation als Arzt in Deutschland aberkannt. 1939 emigrierte Max Hirsch nach England. Dort arbeitete er bis zu seinem Ruhestand 1946 als Geburtshelfer.

## Verdienst
Hirsch prägte sowohl den Begriff der Frauenkunde als auch den der Sozialgynäkologie.
Aus heutiger Sicht ist das größte Verdienst Max Hirschs die Abkehr vom gynäkologischen „Organspezialistentum“ und die Definition der Frauenkunde als Wissenschaft von der Frau in allen Lebensbeziehungen und Lebensäußerungen. Er gilt damit als Wegbereiter einer ganzheitlich orientierten Frauenheilkunde.

## Veröffentlichungen (Auswahl)
- Was ist Frauenkunde? Zentralbl Gynäkol 1912; 36: 1648–51
- Fruchtabtreibung, Präventivverkehr und Geburtenrückgang, 1914
- Über Ziele und Wege frauenkundlicher Forschung. Arch Frauenk 1914; 1: 1–13
- Über die Ursachen des Geburtenrückgangs und über seine Beziehungen zur Frauenbewegung. Arch Frauenk 1916; 2: 129–32
- Leitfaden der Berufskrankheiten der Frau, 1919
- Über das Frauenstudium, 1920
- Das ärztliche Heiratszeugnis, 1921
- Die Gattenwahl, 1922
- Frauenarbeit und Frauenkrankheiten in Biologie und Pathologie des Weibes und ein Handbuch der Frauenheilkunde und Geburtshilfe, herausgegeben von Joseph Halban und Ludwig Seitz. Wien, Berlin: Urban & Schwarzenberg 1924
- Die Gefahren der Frauenerwerbsarbeit für Schwangerschaft, Geburt und Wochenbett, 1925
- Über die Legalisierung des ärztlich indizierten Abortus unter besonderer Berücksichtigung eugenetischer Gesichtspunkte. Arch Frauenk 1926; 12: 1–49
- Berufsarbeit und Beckenbildung, 1927
- Die operative Geburtshilfe vor der Frage: Vaginal oder Abdominal, 1927
- Der Weg der operativen Geburtshilfe in bevölkerungspolitischer Beleuchtung. Arch Frauenk 1927; 13: 201–24
- Geburtshilfliche Reichsstatistik. Arch Frauenk 1929; 15: 320–27